# Fotka
Fotka.com (dawniej Fotka.pl) – polski serwis społecznościowy uruchomiony 14 lutego 2001. Właścicielem serwisu jest firma Fotka Sp. z o.o. Sp. k., założona przez Rafała Agnieszczaka i Andrzeja Ciesielskiego.

## Cechy i funkcjonalność
Serwis pierwotnie był wzorowany na stronie HotOrNot.com. Z czasem przybrał na funkcjonalności. Serwis ma charakter otwarty i umożliwia publikację określonej liczby zdjęć użytkownika, ich oceny oraz komentowania. Każdy członek społeczności ma również możliwość stworzenia własnego opisu, w skład którego wchodzą m.in. cechy charakteru. Wymogiem wykonywania tychże czynności jest nieodpłatna rejestracja. Brak tej ostatniej umożliwia jedynie przeglądanie profili innych osób, lecz także w ograniczony sposób. Serwis w latach 10. XXI wieku przekształcił się dzięki działalności jego użytkowników de facto w internetowy serwis randkowy przez co wbrew intencji jego twórców zaczął tracić charakter ogólnego serwisu społecznościowego.

### Działy wchodzące w skład serwisu
- Czat
- Forum wielotematyczne
- Grupy - możliwość zakładania i uczestniczenia w grupach tematycznych, jednoczących ludzi o tych samych upodobaniach i poglądach
- Gry
- Kamerki - wideo czat pozwalający Użytkownikom na transmitowanie obrazu i dźwięku.

### Komercyjny charakter serwisu
Odpłatnie system oferuje dodatkowe funkcjonalności:
- możliwość podejrzenia otrzymanych decyzji Tak / Nie
- dawanie prezentów innym użytkownikom
- wyróżnienie profilu
- wyróżnienie przy wyszukiwaniu
- pokazywanie ukrytych profili w „Podglądaczu”

## Wersja mobilna aplikacji
Fotka.com posiada również swoją bezpłatną aplikację na urządzenia mobilne. Umożliwia ona korzystanie z większości funkcji, można więc założyć konto, przeglądać i dodawać zdjęcia oraz rozmawiać z innymi użytkownikami. Jej funkcjonalność nie odbiega więc w dużym stopniu od pełnej wersji.
Wersja mobilna ma już ponad pół miliona pobrań w sklepie Google Play. Jej twórcy spodziewają się, że do roku 2021 połowa użytkowników aplikacji będzie korzystać właśnie z tego rozwiązania.

## Statystyki i popularność
Fotka.com (jako grupa) w październiku 2009 posiadała 2 046 986 unikalnych użytkowników, łącznie 971 403 373 odsłon, co klasowało ją na czternastym miejscu w Polsce pod względem popularności tego rodzaju serwisów.
Łączna liczba zarejestrowanych kont wynosi ~5 mln (źródło: Fotka.pl), z czego około 2 proc. stanowią konta płatne.
Fotka.pl została również wybrana jako Społeczność Roku 2006 oraz 2008 w głosowaniu internautów, zorganizowanym przez Akademię Internetu.